# Dany Boon
Dany Boon (* 26. června 1966, Armentières, Nord-Pas-de-Calais, Francie), vlastním jménem Daniel Hamidou, je francouzský herec, komik, scenárista a režisér.

## Životopis

### Osobní život
Pochází z chudé rodiny ze severu Francie. Jeho otec je alžírského původu, který býval boxerem a stal se z něj automechanik. Jeho matka byla ženou v domácnosti a původem ze severu Francie. Jako svůj pseudonym použil jméno hrdiny televizního seriálu, amerického lovce Daniela Boona. Tento seriál se vysílal v televizi ve středu odpoledne v polovině sedmdesátých let. Dany má dva bratry, Alexise a Philippa.
V roce 1989 přichází do Paříže, kde dělá pouličního mima, aby si vydělal na živobytí a posléze spolupracuje s divadelní skupinou Trévise.
Oženil se, rozvedl se a poté v roce 1998 se oženil s herečkou Judith Godrèche, se kterou zůstal do roku 2002. Dne 26. prosince 2003 se oženil s Yaël Harris, se kterou se setkal v prosinci 2002 a později s ní měl tři děti. Yaël se objevila v malé roličce ve filmu Vítejte u Ch'tisů a pracovala také na vzniku filmu. Dany Boon po sňatku s Yaël Harris konvertoval k judaismu. V roce 2018 se s Yaël Harris rozvedl.
Je otcem pěti dětí:
- Mehdi, narozen 25. srpna 1997; z prvního manželství,
- Noé, narozen 4. září 1999; jeho matka je jeho druhá žena - herečka Judith Godrèche,
- Eytan, narozen 23. června 2005,
- Élia, narozen 20. prosince 2006,
- Sarah, narozená 27. února 2010.

Na začátku filmu Galimatyáš (2009) Noé hraje roli Bazila jako dítěte. Roli dospělého Bazila hraje poté jeho otec, Dany Boon.
Od roku 2018 je jeho přítelkyní komička Laurence Arné.

## Filmografie

### Herec
- 1994: Le Grand Blanc du Lambaréné
- 1995: Ano
- 1996: Parole d’homme
- 1997: Le Déménagement
- 1998: Bimboland
- 2004: Pédale dure
- 2004: Šťastné a veselé
- 2005: Dablér
- 2005: Skrblík
- 2006: Můj nejlepší přítel
- 2008: Vítejte u Ch'tisů
- 2009: Domácnost naruby
- 2009: Společenská pravidla
- 2009: Galimatyáš
- 2010: Vítejte na jihu
- 2011: Nic k proclení
- 2012: Asterix a Obelix ve službách Jejího Veličenstva
- 2012: Skvělý plán
- 2013: Sopka
- 2014: Superhypochondr
- 2015: Lolo
- 2016: Ils sont partout
- 2016: Radin !
- 2017: Elitní policajtka
- 2018: La Ch'tite famille
- 2019: Le Dindon
- 2019: Vražda na jachtě
- 2020: Krycí jméno Lev
- 2021: Zásek
- 2022: Une belle course

### Herec (krátký film)
- 1992: Sans queue ni tête
- 1994: La Flache
- 1994: La Porte
- 1997: Amour,travail et santé…
- 2014: Palais de justesse
- 2015: Réunions 2, video Cypriena Iova

### Producent
- 2014: Palais de justesse (krátký film, režie Stéphane De Groodt)

### Režisér a scenárista
- 2006: Skrblík
- 2008: Vítejte u Ch'tisů
- 2011: Nic k proclení
- 2014: Superhypochondr
- 2017: Elitní policajtka
- 2018: La Ch'tite famille
- 2021: Zásek

## Divadlo

### Divadelní režie
- 2008: Jérôme Commandeur se fait Discret
- 2009-2010: Jérôme Commandeur se fait Discret - Saison 2

### Divadelní herec
- 1992: La La love you
- 1997: Les Voilà
- 2003-2004: La Vie de chantier
- 2007-2008: Le Dîner de cons

## One-man show
- 1985: Kot
- 1992: Vous sentez ce rythme infernal
- 1992: Je vais bien, tout va bien
- 1993: Chaud mais pas fatigué
- 1993-1994: Dany Boon Fou ?
- 1995-1996: Dany Boon au Palais des glaces "Je vais bien, tout va bien !"
- 1996: Tout entier
- 1996: Y'a culture et culture
- 1998: Dany Boon au Bataclan (Nouveau spétak)
- 2000: A French comedian lost in L.A.
- 2001-2002: En parfait état
- 2003-2004: À s’baraque et en ch’ti
- 2005-2006: Waïka
- 2009-2012: Trop Stylé

## Televize

### Televizní filmy
- 1993: L'Avis des bêtes. Une certaine idée de la France
- 1995: Navarro
- 1995-1996: Les Zacros de la télé
- 2003: Nice People
- 2003: L'incroyable Dieudonné
- 2008: Les chéris d'Anne
- 2013: Y'a pas d'âge

### Reklamy
- 1996 : reklama na bonbony Kiss Cool
- 2007 : letní reklama pro McDonald's